# آکی هیریلینن
آکی هیریلینن (فنلاندی: Aki Hyryläinen؛ زادهٔ ۱۷ آوریل ۱۹۶۸) بازیکن فوتبال اهل فنلاند بود.
از باشگاه‌هایی که در آن بازی کرده‌است می‌توان به باشگاه فوتبال هلسینکی و باشگاه فوتبال کپنهاگن اشاره کرد.
وی همچنین در تیم ملی فوتبال فنلاند بازی کرده‌است.